# Minikowo (powiat nakielski)

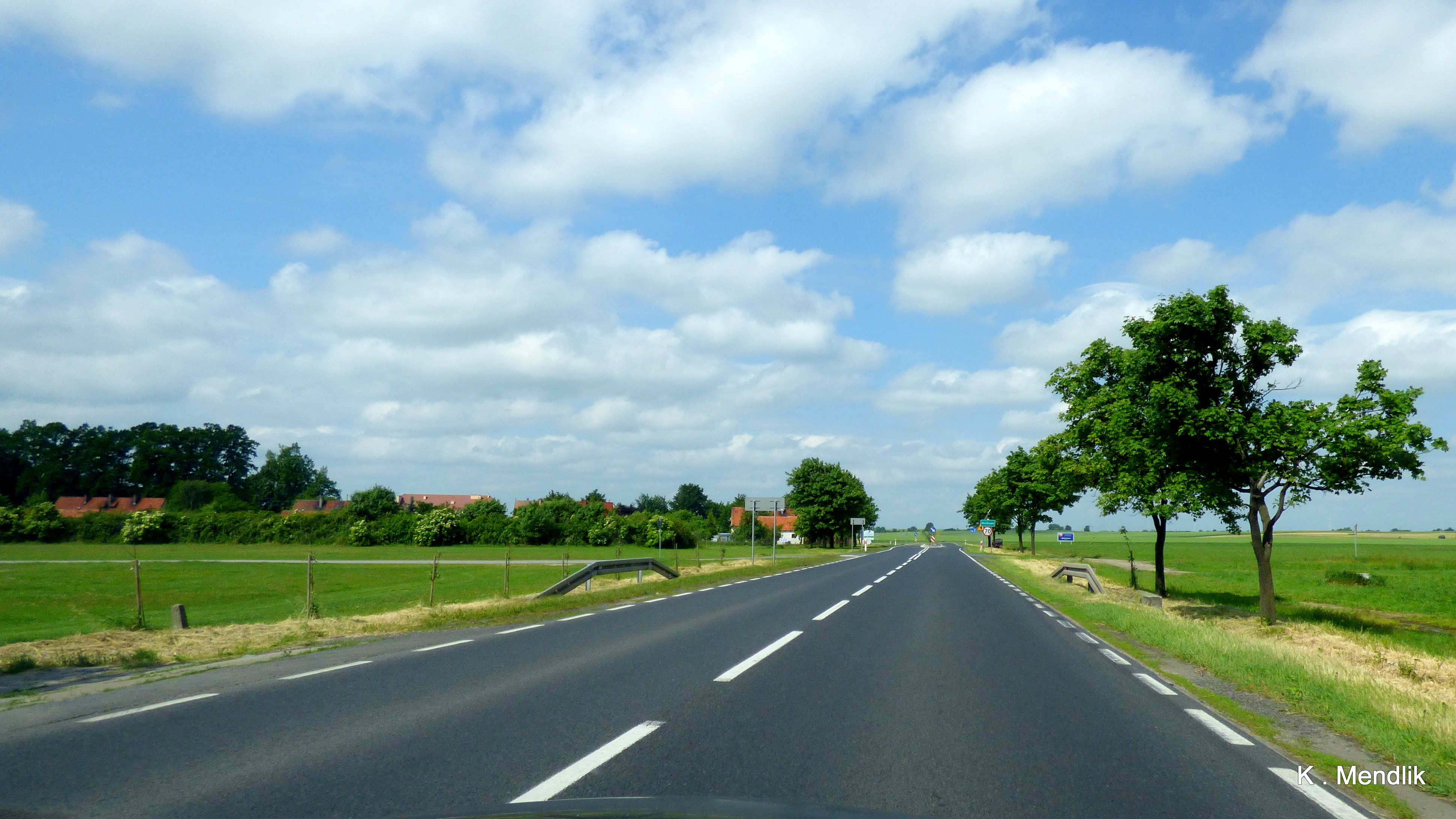
Wjazd do wsi od strony Bydgoszczy

Minikowo (niem. Sittingseichen) – wieś w Polsce położona w województwie kujawsko-pomorskim, w powiecie nakielskim, w gminie Nakło nad Notecią.
W Minikowie ma swoją siedzibę Kujawsko-Pomorski Ośrodek Doradztwa Rolniczego, a także Rolniczy Zakład Doświadczalny, który podlega pod Politechnikę Bydgoską.
W latach 1975–1998 miejscowość administracyjnie należała do województwa bydgoskiego.